# 新加坡武裝部隊
新加坡國防軍（简称）是新加坡共和国的军队，负责捍衛、維護新加坡共和國国家主权領土及東南亞區域和平的安全。作为国防部的组成部分，國防軍武裝部隊有四个军种：陆军、海军、空军以及国防数码防卫与情报军部队。是东南亚地区集武裝能力、科技技術、綜合戰鬥實力最強大的國家军队之一。新加坡武装部队由新加坡总统根据内阁建议任命的三军总长领导。
自成立以来，新加坡武装部队一直参与国内外的各种行动，其中包括阿富汗、伊拉克、尼泊尔、东帝汶等地的维和行动以及各国的救灾行动，包括1970年波拉气旋、2004年印度洋大地震、2005年飓风卡特里娜、汶川大地震、2015年4月尼泊尔地震、2017年飓风哈维等。
此外，新加坡武装部队还协助联合国监督柬埔寨、埃塞俄比亚、纳米比亚和南非等国的选举进程。近年来，新加坡武装部队在全球反恐领域也发挥了更加积极的作用。
新加坡武装部队有三个组成部分，分为正规军人、现役军人和战备军人。正规军人指的是职业军人，现役军人指的是16岁到20余岁服役两年强制军役的军人，战备军人指的是从现役中役满退伍，进入十年回营训练周期并能在一定时间内动员的的后备军人。新加坡武装部队全职人员大约超过51,000人，能在国家紧急情况或全面战争时动员超过252,500战备军人，而且每年约有50,000男性达到入伍年龄。

## 历史

### 独立前
新加坡在1965年获得独立之前，由英国军队保卫。
于1854年创建的新加坡步枪志愿军 (Singapore Volunteer Rifle Corps，SVRC) 最初是一个私人民兵组织，由殖民地政府总督担任其指挥官，后来于1857年在宪报正式公布。SVRC因为参与人数不多，最后于1887年12月16日被解散，转而组建成炮兵部队。1888年，新加坡志愿炮兵部队（Singapore Volunteer Artillery，SVA）成立，负责操作新加坡周围的炮兵阵地，军史学家认为SVA是新加坡武装部队炮兵部队的前身。1901年，殖民地政府增设了其它部队，包括一个由华人组成的步兵连、一个由欧洲人组成的步兵连和一个志愿工兵连，整支部队更名为新加坡志愿军（Singapore Volunteer Corps，SVC）。SVC于1915年协助英国军队镇压了英属印度陆军第5轻步兵团在新加坡发动的兵变。1921年，SVC与马六甲和槟城的其他志愿军合并为海峡殖民地志愿军（Straits Settlements Volunteer Force，SSVF）。
第二次世界大战期间，SSVF属下的星华义勇军参与新加坡战役，与日军作战，伤亡惨重。战后，SVC于1949年重建。

### 独立后
1965年，一支以色列军事顾问小组抵达新加坡，在接下来的九年内指导新加坡武装部队建立组织、条令、训练以及装备和武库。此外，新加坡政府也施行征兵制，并在军费方面大量开支。到了1970年代中期，新加坡武装部队有30,000人，包括正规军人、现役军人和战备军人。由于当时新加坡与两个邻国的关系不太友善，新加坡武装部队成立的政治目的是对它们构成合理的威慑。新加坡在1970年代中期购买了轻型坦克、M113装甲运兵车、A-4天鹰式攻击机和F-5战斗机，因此被称为“地球上武装最重的国家”。
1980年代，新加坡增强了海军势力，以保卫国家在海上的利益。1980年代中期，新加坡购买了八架F-16战隼战斗机，表明新加坡武装部队在东南亚保持无与伦比的地位。1990年代初期，新加坡海军有了在海上保卫新加坡1,000英里所需的军事力量，可在必要时对周围地区的任何冲突做出反应。
1986年3月15日，新世界酒店倒塌事件发生后，新加坡武装部队动员军人协助新加坡民防部队救援受难者和清理废墟，派遣空军UH-1直升機在附近的花拉公园足球场待命，把获救的受难者送往新加坡中央医院。
1991年3月26日，新加坡航空117号班机在飞往新加坡途中被四名声称是巴基斯坦人民党党员劫机，班机在晚上8点15分抵达樟宜机场后，劫机者要求巴基斯坦政府释放被囚禁的阿西夫·阿里·扎尔达里和其他巴基斯坦人民党党员。谈判失败后，劫机者于次日早上6点15分发出最后通牒。随后，新加坡派出特别行动部队冲进飞机，射死劫机者并救出所有人质。

### 21世纪
新加坡被誉为“军事强国，拥有东南亚最好的空军和海军。”新加坡的财富使其能够获得和制造最好的军事装备，并将高端技术装备纳入军队。新加坡武装部队也被称为“东南亚国家联盟中技术最先进的武装部队”。新加坡武装部队每年7月1日都会庆祝武装部队日，并在新加坡武装部队军训学院（SAFTI）举行阅兵式。
2003年非典型肺炎疫情期间，新加坡武装部队动员医护人员到樟宜机场对来自疫区的入境旅客进行筛查，另外还派遣220名军人参与筛查、接触者追踪和执行居家隔离令等任务，包括在心理卫生学院隔离1500名工作人员。
2004年印度洋大地震发生后，新加坡动员了1200多名武装部队和民防部队人员参与人道援助行动，并派遣3艘海军坚忍级坦克登陆舰、8架空军CH-47 契努克、4架欧直EC225超级美洲狮直升机和C-130运输机到受灾最严重的地区。
2018年7月1日，国防部长黄永宏宣布，新加坡武装部队将通过彻底改革其武库，从当前的第三代技术过渡到第四代技术。
2019年2月27日，在冯伟衷意外事件后，新加坡武装部队成立了武装部队监察长办公室，以确保安全规程在整个军队中得到应用和执行。冯伟衷是2017年以来18个月内第四起与新加坡武装部队军事训练相关的死亡事件。
2020年，新加坡作出购买四架F-35闪电II战斗机的决定，得到了美国国会的批准，并可选择购买另外八架或更多。此次收购意义重大，因为新加坡将拥有东南亚地区最先进的战斗机反映了它与美国的良好关系。此外，新加坡以其先进的技术和装备以非常高的能力水平运行并且全部整合为一支有凝聚力的战斗力量，在东南亚所有国家中脱颖而出。
自2020年新冠肺炎疫情爆发以来，新加坡武装部队也调派人员打包和运输口罩、进行追踪电话，并检查居家隔离通知的遵守情况。国防部人员也协助操作国家呼叫中心，解答公众关于收集可重复使用口罩的疑问。新加坡武装部队还派遣人员协助在机场操作热成像机，以筛查有症状的旅客。新加坡武装部队还参与管理外籍工人宿舍和隔离设施中的新冠肺炎病例。

## 国防政策
威慑和外交一直是新加坡军事国防政策的基本原则。多年来，新加坡武装部队与其他国家的武装部队建立了广泛的联系。近年来，新加坡也更加重视维和和国际紧急救援行动。值得注意的是，新加坡武装部队对阿富汗、东帝汶、波斯湾的维和行动以及2004年印度洋大地震、2005年苏门答腊地震、2006年日惹地震、2005年飓风卡特里娜和2008年汶川大地震的救灾工作做出了贡献。
新加坡在军事硬件上的投入使新加坡武装部队从防御性和失败主义的“毒虾”战略发展到与持续经济增长同步的前沿防御军事战略。自1980年代以来，新加坡政府一直将新加坡武装部队维持为一支现代化、技术精湛、能够在陆地上进行常规战争的武装部队。新加坡武装部队宣称的使命是“通过威慑和外交手段加强新加坡的和平与安全，如果这些手段失败，则确保迅速和决定性地战胜侵略者”。
多年来，新加坡武装部队对马来族的政策一直是争议的焦点，马来族与新加坡最大的邻国马来西亚和印度尼西亚有着宗教和种族联系。从1967年开始征兵到1977年，马来族实际上被排除在征兵之外，在政策放宽后，马来族主要被分配到新加坡警察部队和新加坡民防部队服役，而不是参加积极的战斗任务。
1987年，时任国防部第二部长的李显龙表示：“如果发生冲突，如果新加坡武装部队奉命保卫祖国，我们不想让任何一名士兵陷入困境，因为他对国家的感情可能会与他的宗教信仰相冲突。”军事分析家肖恩·沃尔什声称：“官方歧视马来族已是公开的秘密”。国防部对这一指控提出异议，指出“有来自马来族的飞行员、突击队员和防空人员”，并表示“被选拔接受专业和军官培训的合格马来人比例与符合条件的非马来人比例相似。”

## 国民服役
根据1970年生效的《国民服役征召法令》，所有年龄不低于16岁6个月且不超过40岁的人都必须服役，没有性别歧视，但有些例外。实际上，只有年满18岁且没有因某些原因被推迟或豁免服役的新加坡男性才必须服兵役。
国民服役最初时，军官的服役时间为3年，其他军衔的服役时间为2年，但后来政府修改为中士及以上军衔的士兵为2年6个月，下士或以下军衔的士兵为2年。2004年6月，由于新加坡人口结构变化、人力需求和技术进步，所有全职现役军人（Full-Time National Servicemen (NSF)）无论军衔，服役时间缩短为2年。现役军人在开始服役前如果在体能测试（Individual Physical Proficiency Test (IPPT)）中获得61分或以上，可额外减少8个星期的服役时间，有效服役时间为1年10个月。役期满后，退伍军人将被编入战备军，成为战备军人 （Operationally-Ready National Serviceman (NSman)）。战备军人都要接受为期10年的战备军事训练，每年都必须被征召服役最多40天，负责履行国家职责、再训练、动员、升级课程以及个人体能测试和训练，具体时间取决于他们所在的战备部队的部署情况。
在新加坡，女性不须要服役，但可与新加坡武装部队签约成为职业军人，担任战斗和非战斗角色，可担任的职位范围已逐渐扩大。2007年7月，新加坡武装部队举办了一场展览，重点介绍了女性对武装部队的贡献。近年来，一些女性军人已担任更高职位，例如新加坡武装部队有史以来军衔最高的女性军官颜晓芳准将。
2014年，政府成立了新加坡武装部队志愿兵团，使女性、第一代永久居民和新公民能够为国防做出贡献，并加强对国民服役的支持。志愿兵团成员参加为期4周的课程，以获得基本的军事技能和价值观。

### 基本军事训练
入伍前，所有新兵必须参加PULHHEEMS体检确定他们的健康状况，再综合体能测试（IPPT）分数和身体质量指数（BMI）评估他们的体能就业标准（Physical Employment Status (PES)），以定他们可被分配到的军种的基本军事训练的类型和时间。
| PES                                                 | IPPT分数   | 基本军事训练时间                                      | 基本军事训练地点                 |
| --------------------------------------------------- | ---------- | ----------------------------------------------------- | -------------------------------- |
| PES A / PES B1 （适合所有战斗职业）                 | 61分或以上 | 9个星期                                               | 德光岛基本军事训练中心或其它军营 |
| PES A / PES B1 （适合所有战斗职业）                 | 61分以下   | 在9个星期的基本军事训练前， 另加8个星期的体能训练阶段 | 德光岛基本军事训练中心或其它军营 |
| PES BP （BMI 27.0以上）                             | 不适用     | 19个星期                                              | 德光岛基本军事训练中心           |
| PES B2 / PES B3 / PES B4 （适合部分战斗和支援职业） | 不适用     | 9个星期                                               | 德光岛基本军事训练中心           |
| PES C2 / PES C9 （适合部分支援和勤务职业）          | 不适用     | 9个星期                                               | 克兰芝二营基本军事训练中心       |
| PES E1 / PES E9 （适合部分勤务和服务职业）          | 不适用     | 9个星期                                               | 克兰芝二营基本军事训练中心       |
| PES D （PES未定）                                   |            |                                                       |                                  |
| PES F （不必服役）                                  |            |                                                       |                                  |

PES A和PES B1的新兵在德光岛基本军事训练中心或其它军营参加为期9个星期的基本军事训练（Basic Military Training (BMT)），入伍前IPPT未获得61分或以上的新兵在这9个星期BMT前另加8个星期的体能训练阶段（Physical Training Phase (PTP)）。PES BP的新兵因肥胖（BMI 27.0以上），必须参加包括各种减肥活动、为期19个星期的BMT。PES B2至PES B4的新兵也在德光岛参加稍作修改、为期9个星期的BMT。PES C2至PES E9的新兵在克兰芝二营（Kranji Camp 2）基本军事训练中心参加稍作修改、为期9个星期的BMT。
以前，只有获得普通教育高级程度证书（A水准）或申请在服役后上大学的新兵才会被选拔到见习军官学府（Officer Cadet School (OCS)）受训练当军官，可如今在BMT表现优秀的新兵也可当军官或到见习士官学府（Specialist Cadet School (SCS)）进行训练当士官。

## 对外防务关系
新加坡是五国联防的协议国之一。该协议于1971年签订，主要要求协议国在新加坡遭受任何外部威胁时进行磋商并提供所能给予的军事援助。为此，五国在马来西亚北海设立了综合防空系统，让五国军官在其总部驻扎。
1975年，新加坡总理李光耀和中华民国行政院院长蒋经国签署了星光计划协议，让新加坡武装部队到台湾在“星光演戏”的代号下进行训练演习，每次演习可多达1万人参与。
新加坡一直支持美国在亚太地区有强大军事存在。1990年，新加坡和美国签署了一份谅解备忘录，允许美国武装部队使用新加坡巴耶利峇空军基地和三巴旺码头的设施。1992年，美国海军在新加坡设立一支后勤部队。美国战斗机定期到新加坡进行演习，许多美国军舰也停靠在新加坡，美国海军第七舰队的第73特遣队现位于三巴旺。两国于1999年修订了谅解备忘录，允许美国海军舰艇自2001年起在樟宜海军基地停泊。
新加坡武装部队也参与国际人道主义援助任务，其中包括在科索沃、科威特和东帝汶等地区执行联合国维持和平任务、参加伊拉克多国部队、派遣军事装备和人员协助2004年印度洋大地震、2005年飓风卡特里娜和2015年4月尼泊尔地震后的人道主义救援和救济工作，以及在阿富汗建立医疗和牙科资产。新加坡海军参与了25国联合海上部队在亚丁湾的反海盗工作，而且新加坡武装部队也向对伊斯兰国的军事打击全球联盟贡献了资产和人员。
新加坡空军有些部队驻扎在国外，例如驻澳大利亚的第130中队、驻法国的第150中队以及美国空军-新加坡空军联合第425和第428战斗机中队。自2009年以来，每年有多达90名新加坡空军人员被派往德国进行每次最长七周的演习。

## 军种

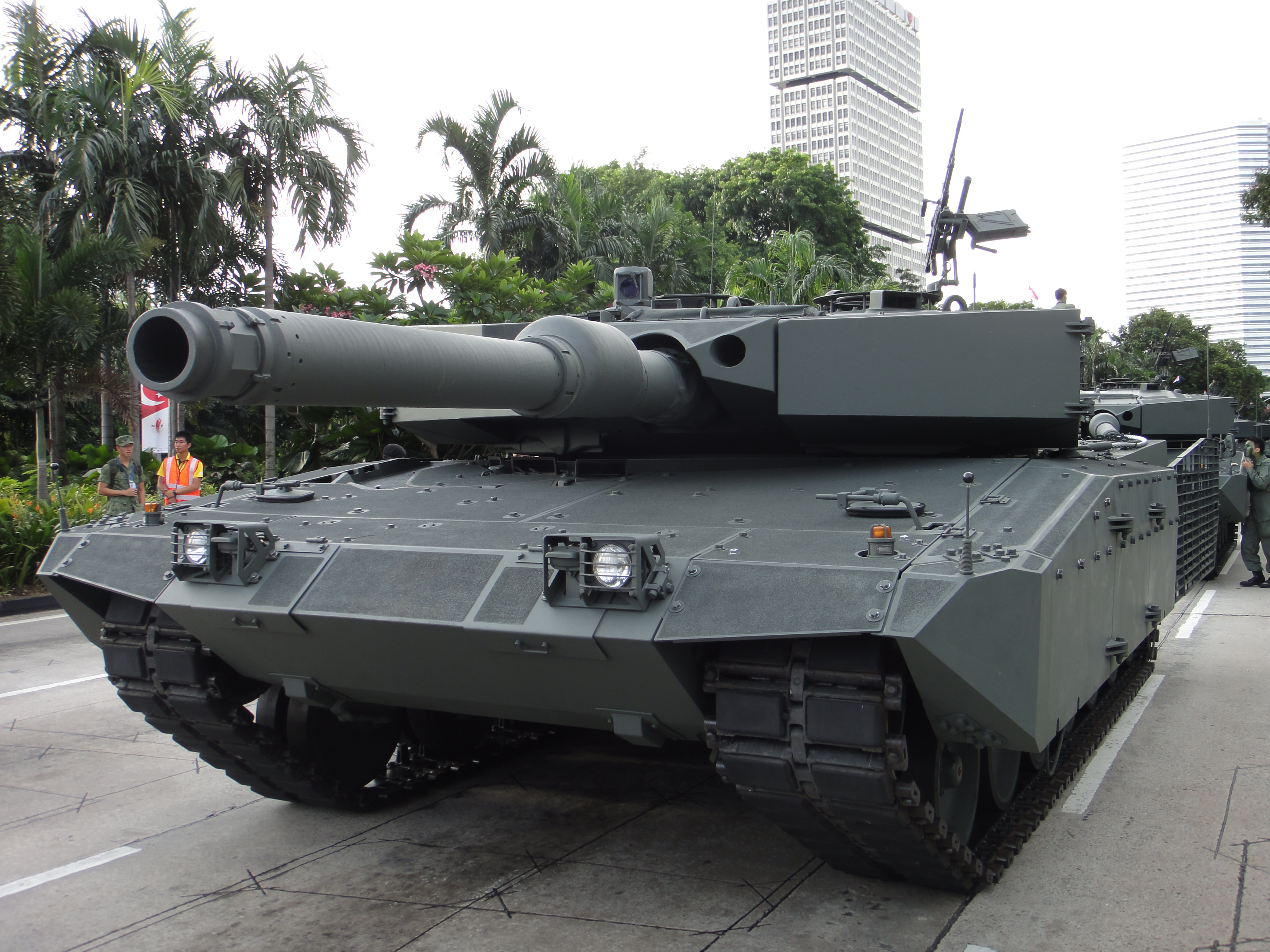
豹2A4 SG 戰車

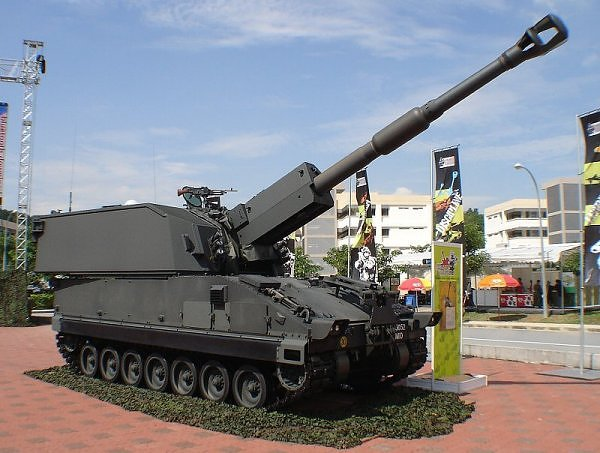
SSPH1自走砲

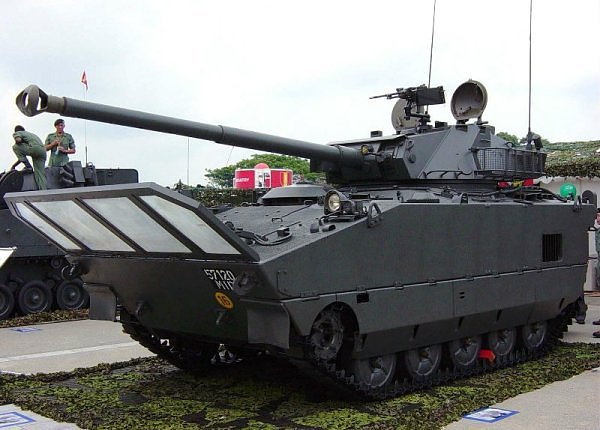
AMX-10P步兵戰車

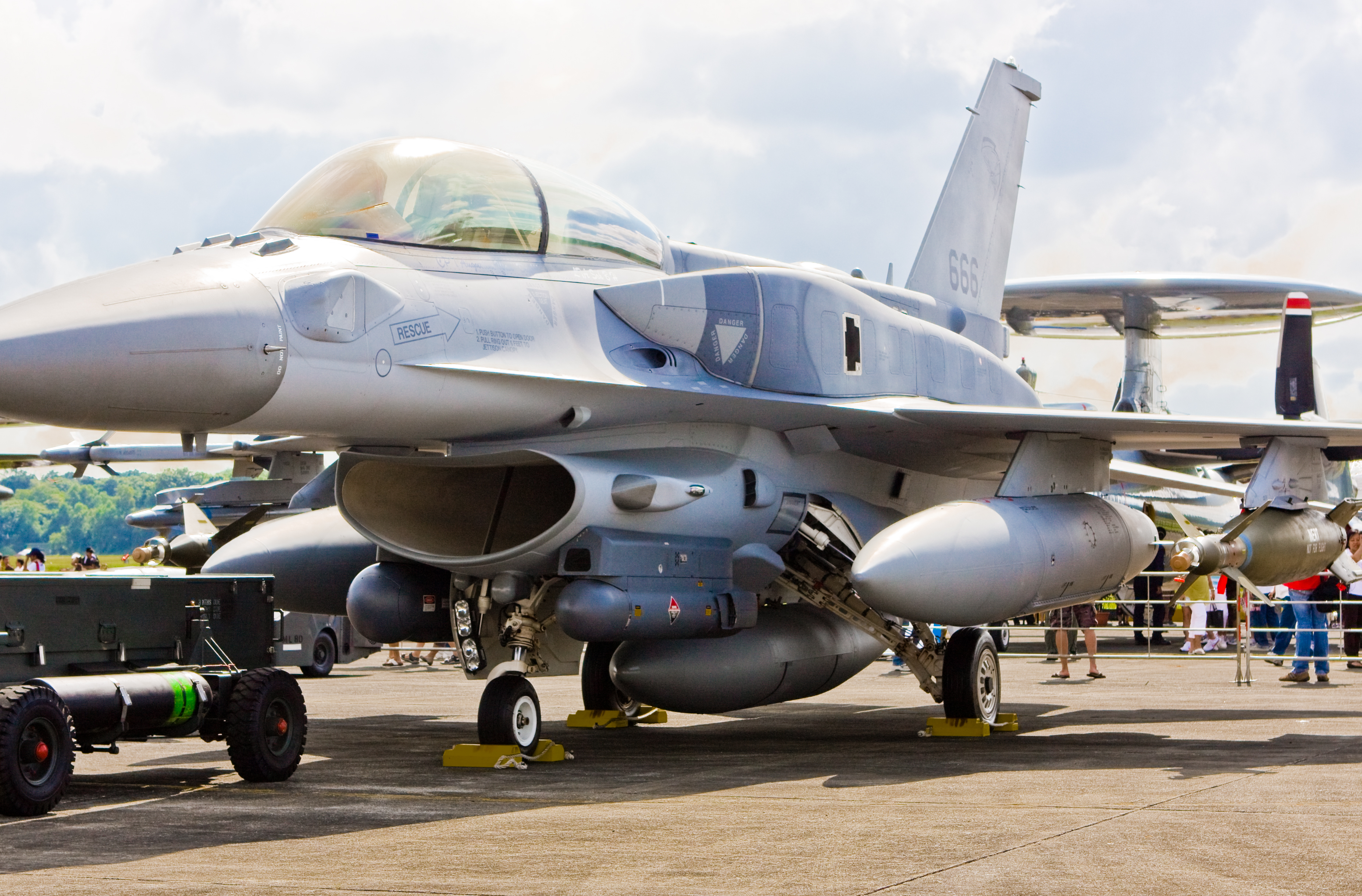
F-16D

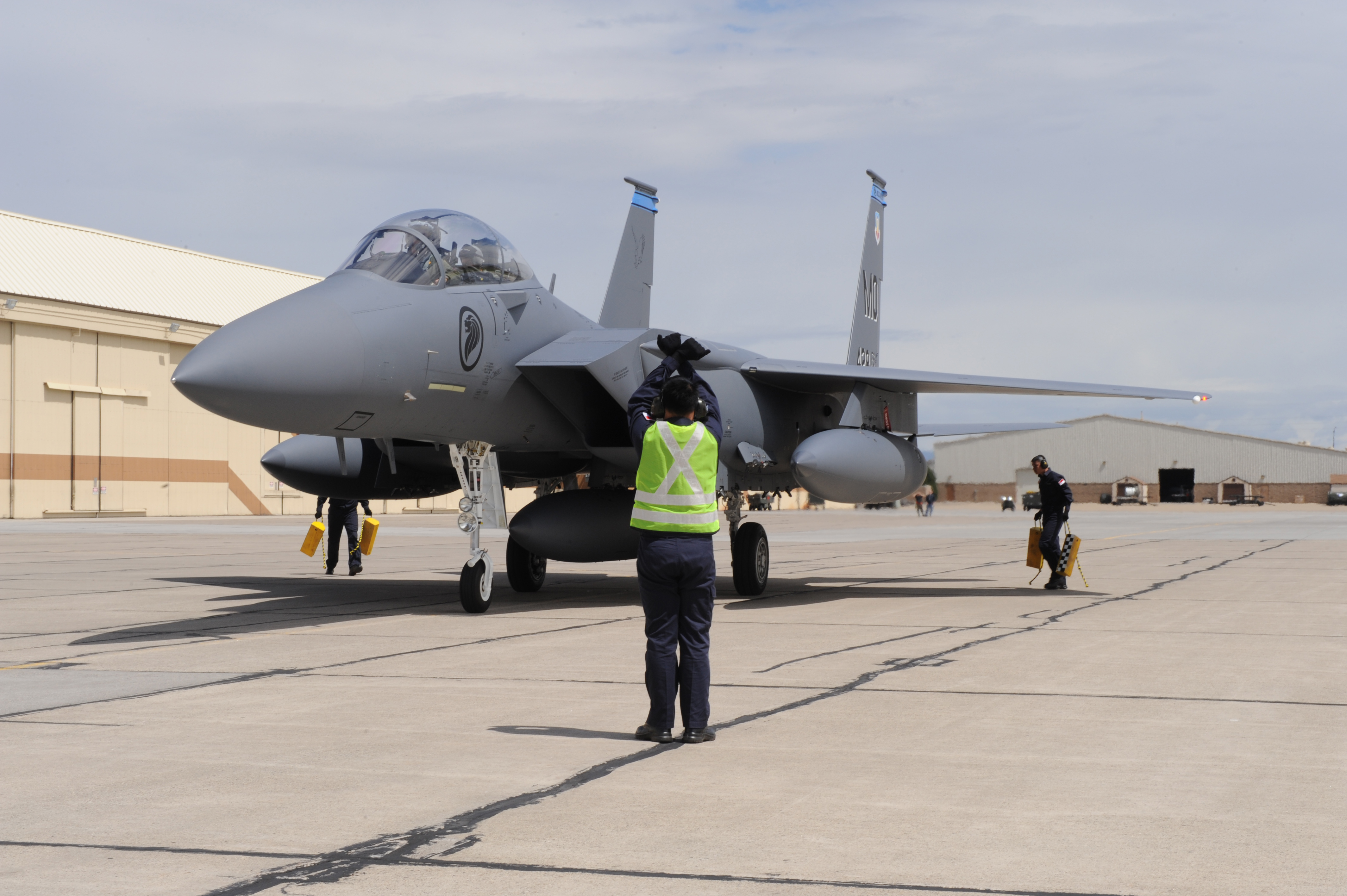
F-15SG

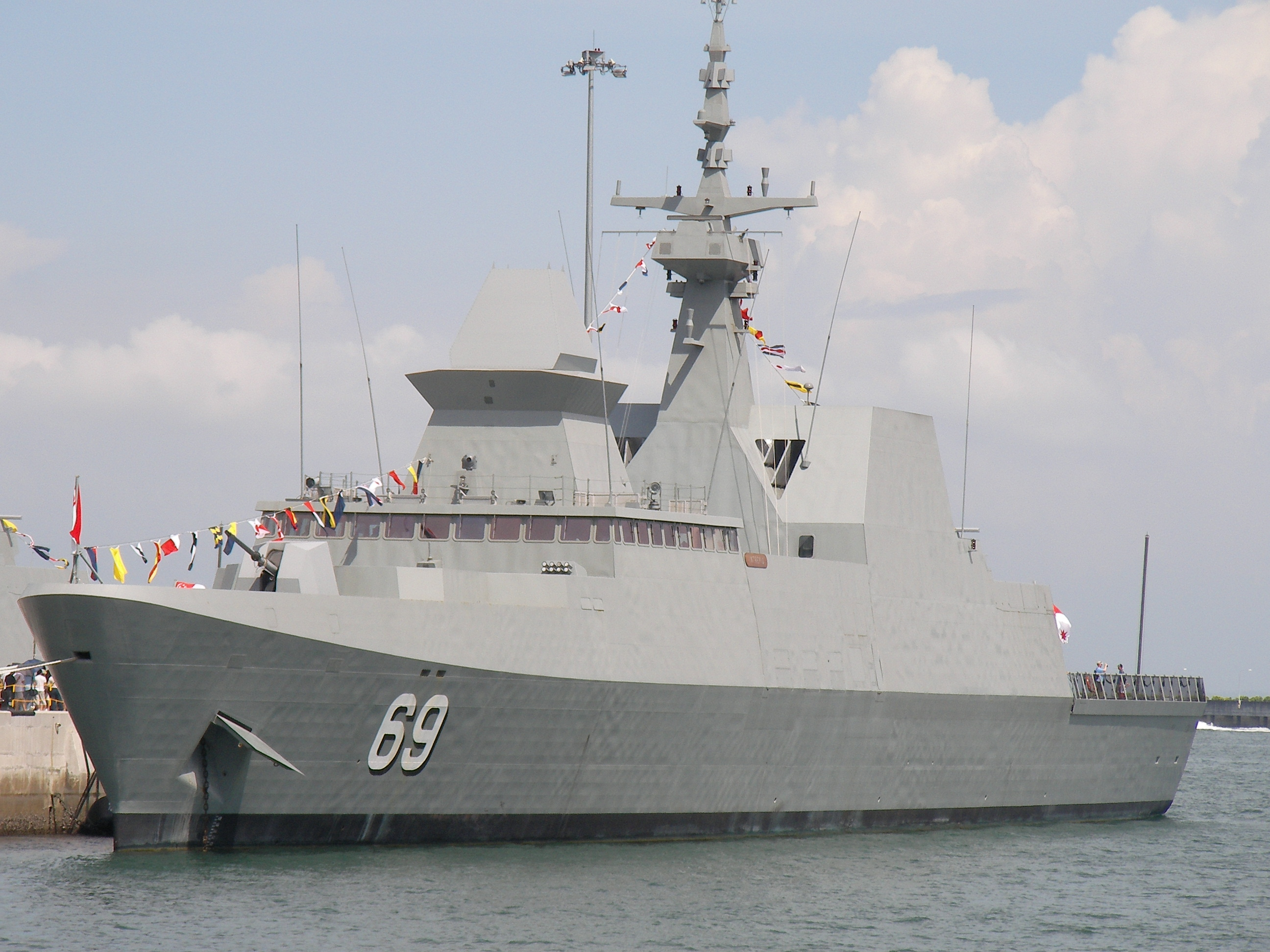
攔截者號巡防艦

- 新加坡陸軍
- 新加坡海軍
- 新加坡空軍
- 新加坡數碼部隊

## 军衔制度
新加坡武装部队制定了五个军衔组合（军官级、准尉级、士官级、士兵级、军事专才、志愿兵团）。由于新加坡武装部队是一支综合部队，陆军、海军、空军和数码部队采用相同的军衔，只有海军将官级军衔的名称与其它军种的不同。
军事专才是根据军事领域专才计划在特定军事领域服役的军人。该计划是2010年4月推出的单独军衔计划，与传统的军衔并行。军事专才可根据专业知识和绩效水平从一级军事专才晋升到更高军衔，直到九级军事专才。三级军事专才的军衔相当于准尉，而四级军事专才以上相当于军官。
《新加坡武装部队（军人军衔）条例》概述了军装人员的军衔。以下是立法规定的军衔列表，按资历递增的顺序排列。
| 组合   | 军衔                                                                   | 军事专才军衔                         |
| ------ | ---------------------------------------------------------------------- | ------------------------------------ |
| 军官级 | 上将 General (GEN) 海军上将 Admiral (ADM)                              |                                      |
| 军官级 | 中将 Lieutenant-General (LG) 海军中将 Vice-Admiral (VADM)              |                                      |
| 军官级 | 少将 Major-General (MG) 海军少将 Rear-Admiral (Two Stars) (RADM(2))    | 九级军事专才 Military Expert 9 (ME9) |
| 军官级 | 准将 Brigadier-General (BG) 海军准将 Rear-Admiral (One Star) (RADM(1)) | 八级军事专才 Military Expert 8 (ME8) |
| 军官级 | 上校 Colonel (COL)                                                     | 七级军事专才 Military Expert 7 (ME7) |
| 军官级 | 高级中校 Senior Lieutenant-Colonel (SLTC)                              |                                      |
| 军官级 | 中校 Lieutenant-Colonel (LTC)                                          | 六级军事专才 Military Expert 6 (ME6) |
| 军官级 | 少校 Major (MAJ)                                                       | 五级军事专才 Military Expert 5 (ME5) |
| 军官级 | 上尉 Captain (CPT)                                                     | 四级军事专才 Military Expert 4 (ME4) |
| 军官级 | 中尉 Lieutenant (LTA)                                                  |                                      |
| 军官级 | 少尉 Second Lieutenant (2LT)                                           |                                      |
| 准尉级 | 总准尉长 Chief Warrant Officer (CWO)                                   |                                      |
| 准尉级 | 高级准尉长 Senior Warrant Officer (SWO)                                |                                      |
| 准尉级 | 准尉长 Master Warrant Officer (MWO)                                    |                                      |
| 准尉级 | 一级准尉 First Warrant Officer (1WO)                                   | 三级军事专才 Military Expert 3 (ME3) |
| 准尉级 | 二级准尉 Second Warrant Officer (2WO)                                  |                                      |
| 准尉级 | 三级准尉 Third Warrant Officer (3WO)                                   |                                      |
| 士官级 | 军士长 Master Sergeant (MSG)                                           | 二级军事专才 Military Expert 2 (ME2) |
| 士官级 | 上士长 Staff Sergeant (SSG)                                            |                                      |
| 士官级 | 一级上士 First Sergeant (1SG)                                          |                                      |
| 士官级 | 二级上士 Second Sergeant (2SG)                                         | 一级军事专才 Military Expert 1 (ME1) |
| 士官级 | 三级上士 Third Sergeant (3SG)                                          |                                      |
| 士兵级 | 一等中士 Corporal First Class (CFC)                                    |                                      |
| 士兵级 | 中士 Corporal (CPL)                                                    |                                      |
| 士兵级 | 下士 Lance Corporal (LCP)                                              |                                      |
| 士兵级 | 一等士兵 Private First Class (PFC)                                     |                                      |
| 士兵级 | 士兵 Private (PTE)                                                     |                                      |
| 士兵级 | 新兵 Recruit (REC)                                                     |                                      |

## 军校体系
少数新兵可在基本军事训练（BMT）结束后获选进入指挥官学府，包括见习士官学府（Specialist Cadet School）及见习军官学府（Officer Cadet School）[註1]。
见习士官学府学习的学员称为见习士官（Specialist Cadet Trainee），毕业后将获得三级上士（Third Sergeant）或一级军事专才（Military Expert 1）的军衔。见习军官学府学习的学员称为见习军官（Officer Cadet Trainee），毕业后将获得少尉（Second Lieutenant）或四级军事专才（Military Expert 4）的军衔。

## 影視文化
- 2012年新加坡電影《新兵正传》（英語：Ah Boys To Men）
- 2013年新加坡電影《新兵正传II》（英語：Ah Boys To Men 2）
- 2015年新加坡電影《新兵正传III：蛙人传》（英語：Ah Boys To Men 3: Frogman）
- 2017年新加坡電影《新兵正传 IV》（英語：Ah Boys To Men 4：Kena Call Back）
- 2017年新加坡新传媒电视剧《卫国先锋》英语：When Duty Calls）
- 2022年新加坡新传媒电视剧《卫国先锋2》英语：When Duty Calls 2）